# 布里克塞-欧沙努瓦讷
布里克塞-欧沙努瓦讷（法語：Brixey-aux-Chanoines，法語發音：[bʁiksɛ o ʃanwan]）是法国默兹省的一个市镇，属于科梅尔西区。该市镇总面积7.62平方公里，2009年时的人口为81人。

## 人口
布里克塞-欧沙努瓦讷人口变化图示